# Szent Lázár Lovagrend
A Szent Lázár Lovagrend, Szent Lázár Keresztesek (latinul Fratres S. Lazari de Jerusalem) a bélpoklosok ápolására 1142 előtt Jeruzsálemben alapított egyházi lovagrend.
Az ágostonos szabályzatot követő betegápolók részben maguk is leprások voltak. A Jeruzsálemi Szent János Lovagrendből váltak ki, alázatból eleinte bélpoklost választottak nagymesterüknek. Fehér köpenyen zöld keresztet viseltek. Európában a keresztes hadjáratokkal elterjedt bélpoklosság gyógyítására leprosoriumokat alapítottak. Jeruzsálem eleste (1187) után kiszorultak a Szentföldről. Első magyarországi házuk 1181-ben Esztergomban már létezett, Csurgón, Kolozsvárt, Füzítőn, Szentén, Szemenyén és Bozsán ispotályaikról tudunk. A baranyai Kőrös vize közrefogta, 1262 előtt említett insula Lazari premontrei prépostság korábban a Lovagrendé lehetett. Az első csoportban betelepülők az 1241-1242. évi tatárdúlást valószínűleg nem élték túl, mert IV. Béla 1256-ban birtokaikat elajándékozta. A 13. századtól Franciaországban kb. 2 ezer, Európában kb. 19 ezer leprosoriumban gyógyítottak. Azokat a betegeket, akik ezekbe nem fértek el, a településeken kívül helyezték el; fehér kesztyűkkel és kereplőkkel látták el őket, hogy a fertőzést elkerülhessék. Az elkülönített bélpoklost egyházilag halottnak tekintették („élő halott”). 1355-ben Budán létező intézményük összefügghet I. (Nagy) Lajos király betegségével. A 13. század végén tagjai fölhagytak a betegápolással. Emlékezetüket a járványkórházak lazarethum, lazarett neve, jelvényüket (fehér alapon zöld kereszt) az 1930-tól 1949-ig létezett zöldkereszt mozgalom újította föl.

## Külső hivatkozások
- Jeruzsálemi Szent Lázár Lovagrend Archiválva 2013. január 28-i dátummal a Wayback Machine-ben